# 黃鳳翔 (隆慶進士)
黃鳳翔（1539年—1614年），原名鳳翥，字鳴周，號儀庭，晚年更号止庵，别号田亭山人，福建泉州府晉江縣人，明朝政治人物。

## 生平
嘉靖四十年（1561年）辛酉科福建鄉試第四名舉人，隆慶二年（1568年）戊辰科一甲第二名進士（榜眼）。授翰林院編修，六年丁父憂，服闋，萬曆四年（1576年）正月起復原官，五年（1577年）升修撰，十年（1582年）升右春坊右中允，十一年（1583年）升右諭德，十二年（1584年）升南京國子監祭酒，十七年（1589年）升禮部右侍郎，二十一年（1593年）四月升南京禮部尚書，加太子少保，同年以終養母乞致仕歸里，二十二年（1594年）十月起復南京禮部尚書，以母年老力辭，四十二年（1614年）十二月十一日卒於家，享年七十六，天啟元年（1621年）追諡文簡。

## 著作
著有《嘉靖大政編》、《編年集》、《田亭草集》、《田亭草詩集》、《異夢記》等。

## 家族
曾祖黃性，監生；祖父黃廷文；父黃繼宗，號友竹，封中允。前母丘氏；母王氏。具慶下。兄鳳翊。生八子：淳中、正中、質中、浤中、瀚中、潤中、灏中、琦中。
長子黄淳中，柳州知府；次子黃潤中，崇禎十年進士。孫黃熙胤，崇禎四年進士；黃徽胤，崇禎十年進士。曾孫黃志遴，順治三年進士。

## 遺跡
福建安溪縣清水岩千年樟木“枝枝朝北”旁，有一摩崖石刻，上刻“万历戊戌冬十月，晋江庄国祯、林云程、黄凤翔、林乔相、南安欧阳模、安溪詹仰庇同游此。”